# Gerda Westendorp Restrepo
Gerda Westendorp Restrepo (Bogotá, 3 de febrero de 1916 - Colombia, 1996) fue la primera mujer en ingresar a una Universidad en Colombia. De ascendencia alemana, el 1 de febrero de 1935 ingresó a Medicina en la Universidad Nacional de Colombia, pero se especializó en Filología e Idiomas en la misma universidad. Gran parte de su vida ejerció como docente de alemán.

## Biografía
Hija del alemán Kart Westendorp y la colombiana Isabel Restrepo, su padre murió cuando tenía 4 años de edad y su madre contrajo matrimonio con Calixto Torres Umaña radicándose en Alemania, Italia y Bélgica, en donde Gerda realizó su bachillerato. Su madre en su segundo matrimonio tuvo 2 hijos, uno de ellos Camilo Torres Restrepo. 
A pesar de ser la primera mujer admitida en una universidad en Colombia después de aprobarse su ingreso en 1935, no fue la primera mujer en recibir un título profesional universitario en el país, pues Gabriela Peláez quien ingresó en 1936 a estudiar derecho se graduó antes que ella. La admisión de Westendorp a la universidad fue el año siguiente de la muerte de Ana Galvis Hotz, la primera mujer colombiana en obtener un título universitario fuera del país (era médica de la Universidad de Berna, en Suiza).